# Ineke Tigelaar

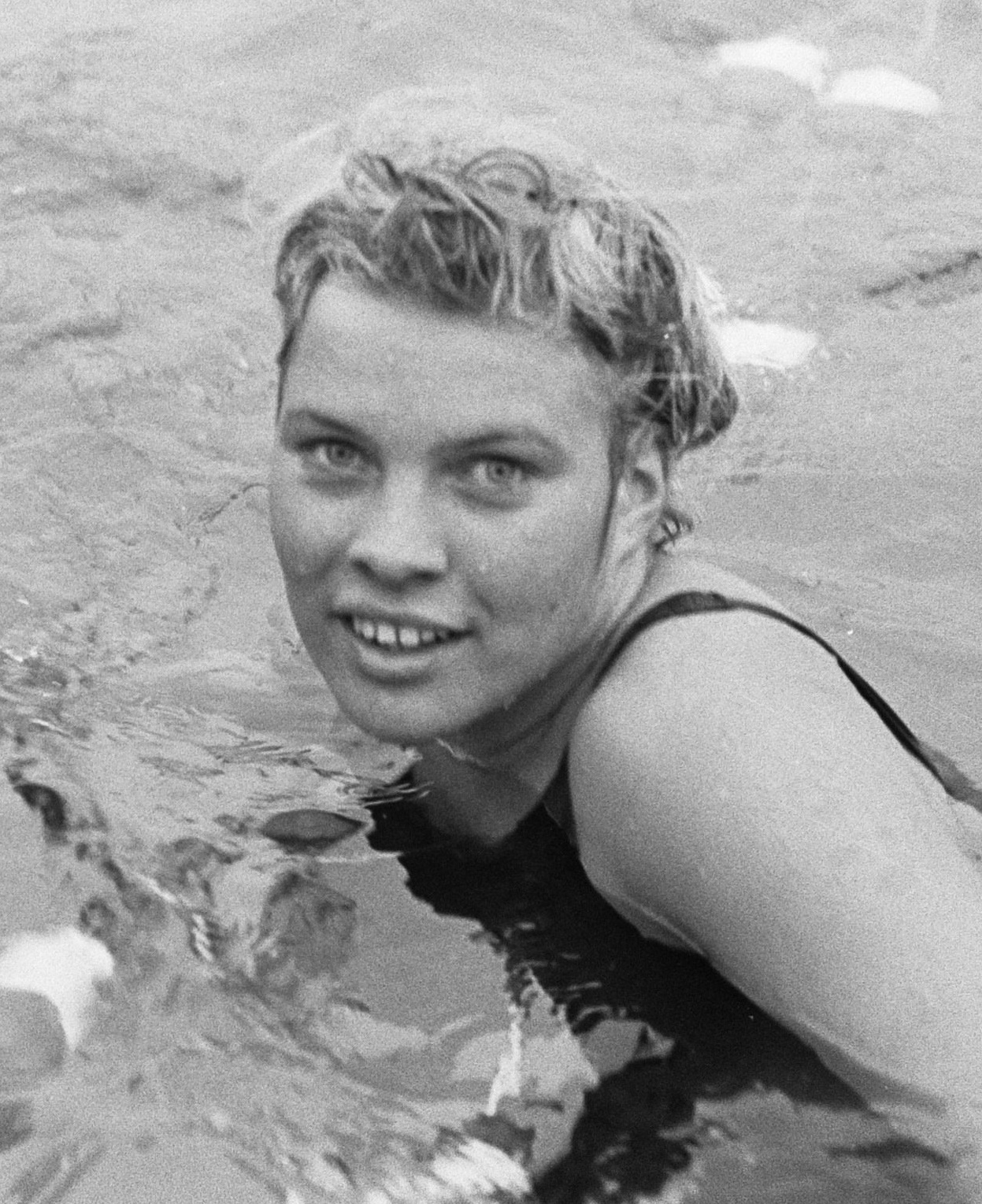
Ineke Tigelaar (1963)

Wilhelmina Hendrika „Ineke“ Tigelaar (* 9. Oktober 1945 in Hilversum) ist eine ehemalige niederländische Schwimmerin. Sie gewann bei Europameisterschaften eine Goldmedaille, zwei Silbermedaillen und eine Bronzemedaille.

## Sportliche Karriere
Die 1,67 Meter große Ineke Tigelaar startete für den Verein De Robben aus Hilversum. Sie war niederländische Meisterin über 100 Meter Freistil 1962, über 400 Meter Freistil 1963 und 1964 sowie über die damals nichtolympischen 1500 Meter Freistil 1961, 1963 und 1964.
Bei den Europameisterschaften 1962 in Leipzig erreichten über 100 Meter Freistil drei Schwimmerinnen zeitgleich das Ziel. Europameisterin wurde Heidi Pechstein aus der DDR vor der Britin Diana Wilkinson und Ineke Tigelaar. Vierte wurde die zweite Niederländerin Erica Terpstra, die 0,3 Sekunden nach den drei Medaillengewinnerinnen anschlug. Über 400 Meter Freistil gewann die Niederländerin Adrie Lasterie mit fünf Sekunden Vorsprung vor Ineke Tigelaar, die ihrerseits 0,8 Sekunden Vorsprung vor den beiden Schwedinnen Elisabeth Ljunggren und Margareta Rylander herausschwamm. Die niederländische 4-mal-100-Meter-Lagenstaffel mit Ria van Velsen, Klenie Bimolt, Ada Kok und Ineke Tigelaar wurde Zweite mit 2,8 Sekunden Rückstand auf die DDR-Staffel, die einen neuen Weltrekord aufstellte. Die niederländische 4-mal-100-Meter-Freistilstaffel mit Cocky Gastelaars, Adrie Lasterie, Erica Terpstra und Ineke Tigelaar stellte im Endlauf einen neuen Europarekord auf und siegte mit 1,2 Sekunden Vorsprung vor den Britinnen.
Nachdem der Europarekord in der Freistilstaffel 1963 von den Schwedinnen unterboten worden war, stellte am 27. Juni 1964 die niederländische 4-mal-100-Meter-Freistilstaffel in der Aufstellung Pauline van der Wildt, Erica Terpstra, Ineke Tigelaar und Winnie van Weerdenburg einen neuen Europarekord auf. Dieser Rekord wurde dreieinhalb Monate später bei den Olympischen Spielen in Tokio von der niederländischen Staffel unterboten, Ineke Tigelaar war aber nicht dabei. Sie trat in Tokio nur über 400 Meter Freistil an und schwamm die 16. Zeit in den Vorläufen.